# Otto Lesser
Otto Leberecht Lesser (Brotterode, Kurhessen, 16 de octubre de 1830 - Hannover, 17 de agosto de 1887) fue un astrónomo alemán conocido por ser el codescubridor del asteroide (62) Erato junto con Wilhelm Julius Foerster el 14 de septiembre de 1860 en Berlín. Este descubrimiento se considera el primer codescubrimiento de un asteroide de la historia.

## Descubrimientos
Junto con Wilhelm Julius Foerster descubrió el asteroide (62) Erato el 14 de septiembre de 1860 en Berlín. Este descubrimiento se considera el primer codescubrimiento de un asteroide de la historia.
El Minor Planet Center acredita sus descubrimientos como O. Lesser.

## Obras
- Untersuchung über die allgemeinen Störungen der Metis. Marburg, Univ., Diss., 1861.[3]
- Tafeln des Metis, mit Berücksichtigung der Störungen durch Jupiter und Saturn. Publication der Astronomischen Gesellschaft, 2; Engelmann, Leipzig 1865.[3]
- Tafeln der Pomona. Publikation der Astronomischen Gesellschaft, 9; Engelmann, Leipzig 1869.[3]